# Кам'яниця (Глухів)

План-схема будівлі

Кам'яниця (Глухів) — пам'ятка архітектури XVIII ст., найстаріша цивільна будівля Глухова. Мурований двоповерховий будинок стоїть у центральній частині міста, на одній з найстародавніших головних вулиць — Путивльській, за межами колишньої фортеці. Причілковим західним фасадом виходить на червону лінію. Відіграє роль архітектурного акценту в довколишній забудові.

Загальний вигляд

За розташуванням й архітектурними особливостями будинок може бути датований кінцем XVIII ст., коли місто відбудовувалося після пожежі 1784 р. і в його центральній частині, навіть за межами фортеці, вимагалося ставити муровані будинки в ряд уздовж вулиці, причілками до неї. У середині XIX ст. до будинку було прибудовано південний ризаліт, а в XX ст. — дерев'яну веранду до ризаліту, а також змінено форму даху. Зараз це житловий будинок.
Будинок прямокутний у плані, видовжений з заходу на схід, на підвалі. Основний об'єм двокамерний, типологічно повторює народне житло «хата+сіни». Зі сходу прилягає прямокутного плану камера, що містить сходи до підвалу. Вона перекрита частково втраченим коробовим склепінням. Підвал двокамерний, перекритий коробовими склепіннями.
Через наявність південної прибудови нині загальна композиція будівлі асиметрична. Наріжники фіксують широкі лопатки. На північно-західному розі збереглася пілястра витонченого рисунку з тонко профільованим горизонтальним імпостом. Вінчає будинок енергійно профільований багатообломний карниз значного виносу. Вікна розтесані у XIX ст. Зараз вони прямокутні, без облямувань.
Будинок муровано з місцевої цегли на вапняно-піщаному розчині, потиньковано й побілено. Стіни мають значну товщину — в 3 цеглини. Перекриття (крім підвалу) — плоскі, по дерев'яних балках. Підлоги й сходи дощані. Первісне опалення було пічним. Дах вальмовий, по дерев'яних кроквах, укритий шифером.
Цей будинок є унікальною пам'яткою житлової забудови Глухова кінця XVIII ст. Його виявлено й досліджено Віктором Вечерським у 1984 р., після чого включено до Зводу пам'яток історії та культури України (том «Сумська область»), а 1998 року поставлено на державний облік як пам'ятку архітектури місцевого значення з охоронним № 337-См.